# Negueira de Muñiz
Negueira de Muñiz är en kommun i Spanien. Den ligger i provinsen Lugo i den autonoma regionen Galicien i den nordvästra delen av landet, 400 km nordväst om huvudstaden Madrid. Antalet invånare är 979 (2024). Arean är 72,35 kvadratkilometer. Negueira de Muñiz gränsar till Fonsagrada, Grandas de Salime, Allande och Ibias. 